# Olympische Sommerspiele 2020/Tischtennis/Qualifikation
Dieser Artikel beschreibt die Qualifikation für die Tischtenniswettbewerbe bei den Olympischen Sommerspielen 2020. Insgesamt konnten sich bis zu 172 Athleten qualifizieren. Jede Nation durfte in den Einzelwettbewerben maximal zwei Athleten pro Geschlecht stellen. Bei den Mannschaftswettbewerben durfte jede Nation nur eine Mannschaft pro Geschlecht stellen. Im Mixed-Doppel durfte pro Nation ebenfalls nur ein Doppel starten.
Der japanischen Delegation stand sowohl im Doppel als auch in den beiden Mannschaftswettkämpfen jeweils ein Quotenplatz als Gastgebernation zu. Des Weiteren erhielt Japan in den Einzelwettbewerben je zwei Plätze pro Geschlecht.
In jedem Mannschaftswettbewerb gab es 16 Quotenplätze zu vergeben. Jeder Kontinent trug dabei ein Qualifikationsturnier aus, wodurch sechs Mannschaften ermittelt wurden. Neun weitere Mannschaften qualifizierten sich über ein separates Internationales Qualifikationsturnier und Japan als Gastgeber der Spiele komplettierte das Teilnehmerfeld.
Auch im Mixed-Doppel wurden sechs Quotenplätze über die kontinentalen Qualifikationsturniere vergeben. Vier weitere wurden bei den Grand Finals der ITTF World Tour 2019 und fünf bei der World Tour 2020 ausgespielt. Hinzu kam auch in diesem Wettbewerb ein Doppel aus Japan.
Für die Einzelwettbewerbe durfte jede Nation aus dem jeweiligen Mannschaftswettbewerb zwei Athleten melden (insgesamt 32 Athleten pro Geschlecht). 22 weitere qualifizierten sich über kontinentale Qualifikationsturniere. Zudem gab es die Möglichkeit der Qualifikation über ein Internationales Qualifikationsturnier. Außerdem erhielt der bestplatzierte Athlet der ITTF-Weltrangliste, welcher sich noch nicht qualifizieren konnte, einen Quotenplatz.

## Übersicht
| Nation             | Einzel | Einzel | Mannschaft | Mannschaft | Doppel | Quoten- plätze |
| Nation             | Männer | Frauen | Männer     | Frauen     | Mixed  | Quoten- plätze |
| ------------------ | ------ | ------ | ---------- | ---------- | ------ | -------------- |
| Ägypten            | 2      | 2      | X          | X          | X      | 6              |
| Algerien           | 1      |        |            |            |        | 1              |
| Argentinien        | 2      |        |            |            |        | 2              |
| Australien         | 2      | 2      | X          | X          | X      | 6              |
| Brasilien          | 2      | 2      | X          | X          |        | 6              |
| Bulgarien          |        | 1      |            |            |        | 1              |
| Chile              |        | 1      |            |            |        | 1              |
| China              | 2      | 2      | X          | X          | X      | 6              |
| Chinesisch Taipeh  | 2      | 2      | X          | X          | X      | 6              |
| Dänemark           | 1      |        |            |            |        | 1              |
| Deutschland        | 2      | 2      | X          | X          | X      | 6              |
| Ecuador            | 1      |        |            |            |        | 1              |
| Fidschi            |        | 1      |            |            |        | 1              |
| Frankreich         | 2      | 2      | X          | X          | X      | 6              |
| Griechenland       | 1      |        |            |            |        | 1              |
| Großbritannien     | 2      | 1      |            |            |        | 3              |
| Guyana             |        | 1      |            |            |        | 1              |
| Hongkong           | 2      | 2      | X          | X          | X      | 6              |
| Indien             | 2      | 2      |            |            | X      | 4              |
| Iran               | 1      |        |            |            |        | 1              |
| Italien            |        | 1      |            |            |        | 1              |
| Japan              | 2      | 2      | X          | X          | X      | 6              |
| Kamerun            |        | 1      |            |            |        | 1              |
| Kanada             | 1      | 1      |            |            | X      | 3              |
| Kasachstan         | 1      | 1      |            |            |        | 2              |
| Kroatien           | 2      |        | X          |            |        | 3              |
| Kuba               |        | 1      |            |            | X      | 2              |
| Luxemburg          |        | 2      |            |            |        | 2              |
| Monaco             |        | 1      |            |            |        | 1              |
| Mongolei           | 1      | 1      |            |            |        | 2              |
| Niederlande        |        | 1      |            |            |        | 1              |
| Nigeria            | 2      | 2      |            |            |        | 4              |
| Österreich         | 2      | 2      |            | X          | X      | 6              |
| Polen              |        | 2      |            | X          |        | 3              |
| Portugal           | 2      | 2      | X          |            |        | 5              |
| Puerto Rico        | 1      | 2      |            |            |        | 3              |
| ROC                | 1      | 2      |            |            |        | 3              |
| Rumänien           | 1      | 2      |            | X          | X      | 4              |
| Saudi-Arabien      | 1      |        |            |            |        | 1              |
| Schweden           | 2      | 2      | X          |            |        | 5              |
| Schweiz            |        | 1      |            |            |        | 1              |
| Senegal            | 1      |        |            |            |        | 1              |
| Serbien            | 2      |        | X          |            |        | 3              |
| Singapur           | 1      | 2      |            | X          |        | 4              |
| Slowakei           | 1      | 1      |            |            | X      | 3              |
| Slowenien          | 2      |        | X          |            |        | 3              |
| Spanien            | 1      | 2      |            |            |        | 3              |
| Südkorea           | 2      | 2      | X          | X          | X      | 6              |
| Syrien             |        | 1      |            |            |        | 1              |
| Thailand           |        | 2      |            |            |        | 2              |
| Togo               | 1      |        |            |            |        | 1              |
| Tschechien         | 1      | 1      |            |            |        | 2              |
| Tunesien           | 1      | 1      |            |            |        | 2              |
| Ukraine            | 1      | 2      |            |            |        | 3              |
| Ungarn             | 1      | 2      |            | X          | X      | 5              |
| Vanuatu            | 1      |        |            |            |        | 1              |
| Vereinigte Staaten | 2      | 2      | X          | X          |        | 6              |
| Gesamt: 57 NOKs    | 64     | 70     | 16         | 16         | 16     | 171            |

## Wettbewerbe

### Mannschaft Männer
| Qualifikationswettbewerb                   | Datum                  | Ort          | Plätze | Qualifizierte Mannschaften |
| ------------------------------------------ | ---------------------- | ------------ | ------ | -------------------------- |
| Gastgeber                                  | 7. September 2019      | Buenos Aires | 1      | Japan                      |
| Europaspiele 2019                          | 27.–29. Juni 2019      | Minsk        | 1      | Deutschland                |
| Afrikaspiele 2019                          | 20.–30. August 2019    | Rabat        | 1      | Ägypten                    |
| Asienmeisterschaft 2019                    | 15.–22. September 2019 | Yogyakarta   | 1      | China                      |
| Nordamerikanisches Qualifikationsturnier   | 5. Oktober 2019        | Rockford     | 1      | Vereinigte Staaten         |
| Lateinamerikanisches Qualifikationsturnier | 25.–27. Oktober 2019   | Lima         | 1      | Brasilien                  |
| Qualifikationsturnier von Ozeanien         | 6.–8. Dezember 2019    | Mornington   | 1      | Australien                 |
| Internationales Qualifikationsturnier      | 22.–26. Januar 2020    | Gondomar     | 9      | Chinesisch Taipeh          |
| Internationales Qualifikationsturnier      | 22.–26. Januar 2020    | Gondomar     | 9      | Frankreich                 |
| Internationales Qualifikationsturnier      | 22.–26. Januar 2020    | Gondomar     | 9      | Hongkong                   |
| Internationales Qualifikationsturnier      | 22.–26. Januar 2020    | Gondomar     | 9      | Kroatien                   |
| Internationales Qualifikationsturnier      | 22.–26. Januar 2020    | Gondomar     | 9      | Portugal                   |
| Internationales Qualifikationsturnier      | 22.–26. Januar 2020    | Gondomar     | 9      | Schweden                   |
| Internationales Qualifikationsturnier      | 22.–26. Januar 2020    | Gondomar     | 9      | Serbien                    |
| Internationales Qualifikationsturnier      | 22.–26. Januar 2020    | Gondomar     | 9      | Slowenien                  |
| Internationales Qualifikationsturnier      | 22.–26. Januar 2020    | Gondomar     | 9      | Südkorea                   |
| Gesamt                                     | Gesamt                 | Gesamt       | 16     | 16                         |

### Mannschaft Frauen
| Qualifikationswettbewerb                   | Datum                  | Ort          | Plätze | Qualifizierte Mannschaften |
| ------------------------------------------ | ---------------------- | ------------ | ------ | -------------------------- |
| Gastgeber                                  | 7. September 2019      | Buenos Aires | 1      | Japan                      |
| Europaspiele 2019                          | 27.–29. Juni 2019      | Minsk        | 1      | Deutschland                |
| Afrikaspiele 2019                          | 20.–30. August 2019    | Rabat        | 1      | Ägypten                    |
| Asienmeisterschaft 2019                    | 15.–22. September 2019 | Yogyakarta   | 1      | China                      |
| Nordamerikanisches Qualifikationsturnier   | 5. Oktober 2019        | Rockford     | 1      | Vereinigte Staaten         |
| Lateinamerikanisches Qualifikationsturnier | 25.–27. Oktober 2019   | Lima         | 1      | Brasilien                  |
| Qualifikationsturnier von Ozeanien         | 6.–8. Dezember 2019    | Mornington   | 1      | Australien                 |
| Internationales Qualifikationsturnier      | 22.–26. Januar 2020    | Gondomar     | 9      | Chinesisch Taipeh          |
| Internationales Qualifikationsturnier      | 22.–26. Januar 2020    | Gondomar     | 9      | Hongkong                   |
| Internationales Qualifikationsturnier      | 22.–26. Januar 2020    | Gondomar     | 9      | Nordkorea 1                |
| Internationales Qualifikationsturnier      | 22.–26. Januar 2020    | Gondomar     | 9      | Österreich                 |
| Internationales Qualifikationsturnier      | 22.–26. Januar 2020    | Gondomar     | 9      | Polen                      |
| Internationales Qualifikationsturnier      | 22.–26. Januar 2020    | Gondomar     | 9      | Rumänien                   |
| Internationales Qualifikationsturnier      | 22.–26. Januar 2020    | Gondomar     | 9      | Singapur                   |
| Internationales Qualifikationsturnier      | 22.–26. Januar 2020    | Gondomar     | 9      | Südkorea                   |
| Internationales Qualifikationsturnier      | 22.–26. Januar 2020    | Gondomar     | 9      | Ungarn                     |
| Neuverteilung unbesetzter Quotenplätze     | –                      | –            | 1      | Frankreich                 |
| Gesamt                                     | Gesamt                 | Gesamt       | 16     | 16                         |

### Mixed Doppel
| Qualifikationswettbewerb                     | Datum                  | Ort       | Plätze | Qualifizierte NOKs |
| -------------------------------------------- | ---------------------- | --------- | ------ | ------------------ |
| Europaspiele 2019                            | 23.–25. Juni 2019      | Minsk     | 1      | Deutschland        |
| ITTF World Tour Grand Finals 2019            | 12.–15. Dezember 2019  | Zhengzhou | 4      | China              |
| ITTF World Tour Grand Finals 2019            | 12.–15. Dezember 2019  | Zhengzhou | 4      | Japan              |
| ITTF World Tour Grand Finals 2019            | 12.–15. Dezember 2019  | Zhengzhou | 4      | Hongkong           |
| ITTF World Tour Grand Finals 2019            | 12.–15. Dezember 2019  | Zhengzhou | 4      | Chinesisch Taipeh  |
| Afrikanisches Qualifikationsturnier 2        | 27. – 29. Februar 2020 | Tunis     | 1      | Ägypten            |
| Nordamerikanisches Qualifikationsturnier 2   | 7.–8. März 2020        | Kitchener | 1      | Kanada             |
| Asiatisches Qualifikationsturnier 2          | 18.–20. März 2021      | Doha      | 1      | Indien             |
| Lateinamerikanisches Qualifikationsturnier 2 | 13.–17. April 2021     | Rosario   | 1      | Kuba               |
| Ozeanischer Vertreter                        | 1. Mai 2021            | –         | 1      | Australien         |
| ITTF-Weltrangliste                           | 1. Mai 2021            | –         | 6      | Südkorea           |
| ITTF-Weltrangliste                           | 1. Mai 2021            | –         | 6      | Slowakei           |
| ITTF-Weltrangliste                           | 1. Mai 2021            | –         | 6      | Österreich         |
| ITTF-Weltrangliste                           | 1. Mai 2021            | –         | 6      | Frankreich         |
| ITTF-Weltrangliste                           | 1. Mai 2021            | –         | 6      | Rumänien           |
| ITTF-Weltrangliste                           | 1. Mai 2021            | –         | 6      | Ungarn             |
| Gesamt                                       | Gesamt                 | Gesamt    | 16     | 16                 |

### Einzel Männer
| Qualifikationswettbewerb                     | Datum                  | Ort       | Plätze | Qualifizierte Athleten                       |
| -------------------------------------------- | ---------------------- | --------- | ------ | -------------------------------------------- |
| Europaspiele 2019                            | 22.–26. Juni 2019      | Minsk     | 1      | Jonathan Groth                               |
| Panamerikanische Spiele 2019                 | 4.–10. August 2019     | Lima      | 1 0    | –                                            |
| Westasiatisches Qualifikationsturnier        | 23. – 26. Februar 2020 | Amman     | 1      | Ali Al-Khadrawi                              |
| Afrikanische Qualifikationsturnier           | 27. – 29. Februar 2020 | Tunis     | 4      | Ibrahima Diaw                                |
| Afrikanische Qualifikationsturnier           | 27. – 29. Februar 2020 | Tunis     | 4      | Adam Hmam                                    |
| Afrikanische Qualifikationsturnier           | 27. – 29. Februar 2020 | Tunis     | 4      | Olajide Omotayo                              |
| Afrikanische Qualifikationsturnier           | 27. – 29. Februar 2020 | Tunis     | 4      | Larbei Bouriah                               |
| Nordamerikanisches Qualifikationsturnier     | 7.–8. März 2020        | Kitchener | 1 3    | Jeremy Hazin                                 |
| Internationales Qualifikationsturnier 2      | 14.–17. März 2021      | Doha      | 4      | Lubomír Jančařík                             |
| Internationales Qualifikationsturnier 2      | 14.–17. März 2021      | Doha      | 4      | Bence Majoros                                |
| Internationales Qualifikationsturnier 2      | 14.–17. März 2021      | Doha      | 4      | Wang Yang                                    |
| Internationales Qualifikationsturnier 2      | 14.–17. März 2021      | Doha      | 4      | Kirill Skatschkow                            |
| Asiatisches Qualifikationsturnier 2          | 18.–20. März 2021      | Doha      | 5      | Nima Alamian                                 |
| Asiatisches Qualifikationsturnier 2          | 18.–20. März 2021      | Doha      | 5      | Enchbatyn Lchagwasüren                       |
| Asiatisches Qualifikationsturnier 2          | 18.–20. März 2021      | Doha      | 5      | Sathiyan Gnanasekaran                        |
| Asiatisches Qualifikationsturnier 2          | 18.–20. März 2021      | Doha      | 5      | Chew Zhe Yu Clarence                         |
| Asiatisches Qualifikationsturnier 2          | 18.–20. März 2021      | Doha      | 5      | Sharath Kamal Achanta                        |
| Lateinamerikanisches Qualifikationsturnier 2 | 13.–17. April 2021     | Rosario   | 4 3    | Brian Afanador                               |
| Lateinamerikanisches Qualifikationsturnier 2 | 13.–17. April 2021     | Rosario   | 4 3    | Horacio Cifuentes                            |
| Lateinamerikanisches Qualifikationsturnier 2 | 13.–17. April 2021     | Rosario   | 4 3    | Alberto Miño                                 |
| Lateinamerikanisches Qualifikationsturnier 2 | 13.–17. April 2021     | Rosario   | 4 3    | Gaston Alto                                  |
| Europäisches Qualifikationsturnier 2         | 21.–25. April 2021     | Odivelas  | 4      | Kou Lei                                      |
| Europäisches Qualifikationsturnier 2         | 21.–25. April 2021     | Odivelas  | 4      | Álvaro Robles                                |
| Europäisches Qualifikationsturnier 2         | 21.–25. April 2021     | Odivelas  | 4      | Panagiotis Gionis                            |
| Europäisches Qualifikationsturnier 2         | 21.–25. April 2021     | Odivelas  | 4      | Ovidiu Ionescu                               |
| Europäisches Qualifikationsturnier 2         | 21.–25. April 2021     | Odivelas  | 4      | Pavel Širuček                                |
| Neuverteilung Ozeanischer Vertreter          | 1. Mai 2021            | –         | 1      | Yoshua Shing                                 |
| Qualifizierte Teams (2 Athleten pro Team)    | –                      | –         | 32     | Japan                                        |
| Qualifizierte Teams (2 Athleten pro Team)    | –                      | –         | 32     | Deutschland                                  |
| Qualifizierte Teams (2 Athleten pro Team)    | –                      | –         | 32     | Ägypten                                      |
| Qualifizierte Teams (2 Athleten pro Team)    | –                      | –         | 32     | China                                        |
| Qualifizierte Teams (2 Athleten pro Team)    | –                      | –         | 32     | Vereinigte Staaten                           |
| Qualifizierte Teams (2 Athleten pro Team)    | –                      | –         | 32     | Brasilien                                    |
| Qualifizierte Teams (2 Athleten pro Team)    | –                      | –         | 32     | Australien                                   |
| Qualifizierte Teams (2 Athleten pro Team)    | –                      | –         | 32     | Chinesisch Taipeh                            |
| Qualifizierte Teams (2 Athleten pro Team)    | –                      | –         | 32     | Frankreich                                   |
| Qualifizierte Teams (2 Athleten pro Team)    | –                      | –         | 32     | Hongkong                                     |
| Qualifizierte Teams (2 Athleten pro Team)    | –                      | –         | 32     | Kroatien                                     |
| Qualifizierte Teams (2 Athleten pro Team)    | –                      | –         | 32     | Portugal                                     |
| Qualifizierte Teams (2 Athleten pro Team)    | –                      | –         | 32     | Schweden                                     |
| Qualifizierte Teams (2 Athleten pro Team)    | –                      | –         | 32     | Serbien                                      |
| Qualifizierte Teams (2 Athleten pro Team)    | –                      | –         | 32     | Slowenien                                    |
| Qualifizierte Teams (2 Athleten pro Team)    | –                      | –         | 32     | Südkorea                                     |
| ITTF-Weltrangliste                           | 1. Juni 2021           | –         | 6      | Liam Pitchford                               |
| ITTF-Weltrangliste                           | 1. Juni 2021           | –         | 6      | Quadri Aruna                                 |
| ITTF-Weltrangliste                           | 1. Juni 2021           | –         | 6      | Robert Gardos                                |
| ITTF-Weltrangliste                           | 1. Juni 2021           | –         | 6      | Uladsimir Samsonau (engl. Vladimir Samsonov) |
| ITTF-Weltrangliste                           | 1. Juni 2021           | –         | 6      | Daniel Habesohn                              |
| ITTF-Weltrangliste                           | 1. Juni 2021           | –         | 6      | Kirill Gerassimenko                          |
| ITTF-Weltrangliste                           | 1. Juni 2021           | –         | 6      | Paul Drinkhall                               |
| Wildcard                                     | –                      | –         | 1      | Dodji Fanny                                  |
| Gesamt                                       | Gesamt                 | Gesamt    | 64     | 64                                           |

Vladimir Samsonov (der durch Paul Drinkhall ersetzt wurde) und Pavel Širuček konnten wegen einer Verletzung bzw. einer SARS-CoV-2-Infektion nicht teilnehmen.

### Einzel Frauen
| Qualifikationswettbewerb                     | Datum                  | Ort       | Plätze | Qualifizierte Athletinnen |
| -------------------------------------------- | ---------------------- | --------- | ------ | ------------------------- |
| Europaspiele 2019                            | 22.–26. Juni 2019      | Minsk     | 2      | Fu Yu                     |
| Europaspiele 2019                            | 22.–26. Juni 2019      | Minsk     | 2      | Ni Xialian 4              |
| Panamerikanische Spiele 2019                 | 4.–10. August 2019     | Lima      | 1      | Adriana Díaz              |
| Westasiatisches Qualifikationsturnier        | 23. – 26. Februar 2020 | Amman     | 1      | Hend Zaza                 |
| Afrikanische Qualifikationsturnier           | 27. – 29. Februar 2020 | Tunis     | 4      | Offiong Edem              |
| Afrikanische Qualifikationsturnier           | 27. – 29. Februar 2020 | Tunis     | 4      | Fadwa Garci               |
| Afrikanische Qualifikationsturnier           | 27. – 29. Februar 2020 | Tunis     | 4      | Funke Oshonaike           |
| Afrikanische Qualifikationsturnier           | 27. – 29. Februar 2020 | Tunis     | 4      | Sarah Hanffou             |
| Nordamerikanisches Qualifikationsturnier     | 7.–8. März 2020        | Kitchener | 1 3    | Zhang Mo                  |
| Internationales Qualifikationsturnier 2      | 14.–17. März 2021      | Doha      | 5      | Britt Eerland             |
| Internationales Qualifikationsturnier 2      | 14.–17. März 2021      | Doha      | 5      | Linda Bergström           |
| Internationales Qualifikationsturnier 2      | 14.–17. März 2021      | Doha      | 5      | Polina Michailowa         |
| Internationales Qualifikationsturnier 2      | 14.–17. März 2021      | Doha      | 5      | Yang Xiaoxin              |
| Internationales Qualifikationsturnier 2      | 14.–17. März 2021      | Doha      | 5      | Suthasini Sawettabut      |
| Asiatisches Qualifikationsturnier 2          | 18.–20. März 2021      | Doha      | 5      | Anastassija Lawrowa       |
| Asiatisches Qualifikationsturnier 2          | 18.–20. März 2021      | Doha      | 5      | Batmönchiin Bolor-Erdene  |
| Asiatisches Qualifikationsturnier 2          | 18.–20. März 2021      | Doha      | 5      | Sutirtha Mukherjee        |
| Asiatisches Qualifikationsturnier 2          | 18.–20. März 2021      | Doha      | 5      | Orawan Paranang           |
| Asiatisches Qualifikationsturnier 2          | 18.–20. März 2021      | Doha      | 5      | Manika Batra              |
| Lateinamerikanisches Qualifikationsturnier 2 | 13.–17. April 2021     | Rosario   | 3      | Paulina Vega              |
| Lateinamerikanisches Qualifikationsturnier 2 | 13.–17. April 2021     | Rosario   | 3      | Melanie Díaz              |
| Lateinamerikanisches Qualifikationsturnier 2 | 13.–17. April 2021     | Rosario   | 3      | Daniela Fonseca           |
| Europäisches Qualifikationsturnier 2         | 21.–25. April 2021     | Odivelas  | 4      | Jana Noskowa              |
| Europäisches Qualifikationsturnier 2         | 21.–25. April 2021     | Odivelas  | 4      | María Xiao                |
| Europäisches Qualifikationsturnier 2         | 21.–25. April 2021     | Odivelas  | 4      | Polina Trifonowa          |
| Europäisches Qualifikationsturnier 2         | 21.–25. April 2021     | Odivelas  | 4      | Christina Källberg        |
| Neuverteilung Ozeanischer Vertreter          | 1. Mai 2021            | –         | 1      | Sally Yee                 |
| Qualifizierte Teams (2 Athletinnen pro Team) | –                      | –         | 32     | Japan                     |
| Qualifizierte Teams (2 Athletinnen pro Team) | –                      | –         | 32     | Deutschland               |
| Qualifizierte Teams (2 Athletinnen pro Team) | –                      | –         | 32     | Ägypten                   |
| Qualifizierte Teams (2 Athletinnen pro Team) | –                      | –         | 32     | China                     |
| Qualifizierte Teams (2 Athletinnen pro Team) | –                      | –         | 32     | Vereinigte Staaten        |
| Qualifizierte Teams (2 Athletinnen pro Team) | –                      | –         | 32     | Brasilien                 |
| Qualifizierte Teams (2 Athletinnen pro Team) | –                      | –         | 32     | Australien                |
| Qualifizierte Teams (2 Athletinnen pro Team) | –                      | –         | 32     | Frankreich                |
| Qualifizierte Teams (2 Athletinnen pro Team) | –                      | –         | 32     | Chinesisch Taipeh         |
| Qualifizierte Teams (2 Athletinnen pro Team) | –                      | –         | 32     | Hongkong                  |
| Qualifizierte Teams (2 Athletinnen pro Team) | –                      | –         | 32     | Nordkorea 1               |
| Qualifizierte Teams (2 Athletinnen pro Team) | –                      | –         | 32     | Österreich                |
| Qualifizierte Teams (2 Athletinnen pro Team) | –                      | –         | 32     | Polen                     |
| Qualifizierte Teams (2 Athletinnen pro Team) | –                      | –         | 32     | Rumänien                  |
| Qualifizierte Teams (2 Athletinnen pro Team) | –                      | –         | 32     | Singapur                  |
| Qualifizierte Teams (2 Athletinnen pro Team) | –                      | –         | 32     | Südkorea                  |
| Qualifizierte Teams (2 Athletinnen pro Team) | –                      | –         | 32     | Ungarn                    |
| ITTF-Weltrangliste                           | 1. Juni 2021           | –         | 10     | Marharyta Pessozka        |
| ITTF-Weltrangliste                           | 1. Juni 2021           | –         | 10     | Hana Matelová             |
| ITTF-Weltrangliste                           | 1. Juni 2021           | –         | 10     | Barbora Balážová          |
| ITTF-Weltrangliste                           | 1. Juni 2021           | –         | 10     | Shao Jieni                |
| ITTF-Weltrangliste                           | 1. Juni 2021           | –         | 10     | Hanna Haponowa            |
| ITTF-Weltrangliste                           | 1. Juni 2021           | –         | 10     | Debora Vivarelli          |
| ITTF-Weltrangliste                           | 1. Juni 2021           | –         | 10     | Sarah De Nutte            |
| ITTF-Weltrangliste                           | 1. Juni 2021           | –         | 10     | Galia Dvorak              |
| ITTF-Weltrangliste                           | 1. Juni 2021           | –         | 10     | Rachel Moret              |
| ITTF-Weltrangliste                           | 1. Juni 2021           | –         | 10     | Tin-Tin Ho                |
| Wildcard                                     | –                      | –         | 1      | Chelsea Edghill           |
| Gesamt                                       | Gesamt                 | Gesamt    | 70     | 70                        |